# Communauté d'agglomération Villefranche Beaujolais Saône
La Communauté d'Agglomération Villefranche Beaujolais Saône (dite CA VBS) est une structure intercommunale française, qui, depuis 2019, regroupe 18 communes de l'agglomération de Villefranche-sur-Saône situées dans les départements du Rhône et de l'Ain, en région Auvergne-Rhône-Alpes.

## Historique
La loi du 16 décembre 2010 portant sur la réforme des collectivités territoriales a notamment pour but de simplifier les structures intercommunales. Dans le Rhône, l'arrêté préfectoral du 19 décembre 2011 relatif au schéma départemental de coopération intercommunale prescrit le regroupement des intercommunalités et communes suivantes :

- La communauté d'agglomération de Villefranche-sur-Saône regroupant Arnas, Gleizé, Limas et Villefranche-sur-Saône.

- La communauté de communes Beaujolais Nizerand Morgon regroupant Cogny, Denicé, Lacenas, Montmelas-Saint-Sorlin, Rivolet et Saint-Cyr-le-Chatoux.

- La communauté de communes Beaujolais Vauxonne regroupant Blacé, Le Perréon, Saint-Étienne-des-Oullières, Saint-Georges-de-Reneins, Saint-Julien, Salles-Arbuissonnas-en-Beaujolais et Vaux-en-Beaujolais.

- Les communes de Jarnioux, Liergues et Ville-sur-Jarnioux dans le Rhône.

- La commune de Jassans-Riottier dans l'Ain,

soit un total de 21 communes pour une population de 78 450 habitants. En juillet et août 2013, le nom de la future communauté et la répartition des sièges au conseil entre les différentes communes sont décidés. 
Par un arrêté interpréfectoral du 16 mai 2013, la fusion est entérinée et prend effet le 1er janvier 2014,,.
Le 1er janvier 2017 la communauté ne compte plus que 19 communes, Saint-Georges-de-Reneins quittant l'agglomération pour rejoindre la communauté de communes Saône Beaujolais, dans le cadre du nouveau schéma de coopération intercommunal adopté par arrêté préfectoral le 17 mars 2016 tandis que Liergues fusionne avec Pouilly-le-Monial pour former la commune nouvelle de Porte des Pierres Dorées. Cette dernière étant composée de deux communes déléguées précédemment adhérentes à deux intercommunalités différentes (Pouilly-le-Monial appartenait à la communauté de communes Beaujolais-Pierres Dorées), le conseil municipal de la commune nouvelle décide de rejoindre Beaujolais-Pierres Dorées.
Le 1er janvier 2019 la commune de Jarnioux, qui a fusionné dans la commune nouvelle de Porte des Pierres Dorées, a quitté la CA VBS pour rejoindre la communauté de communes Beaujolais-Pierres Dorées, dont est membre cette dernière. La CA VBS ne compte dès lors plus que 18 communes en 2019.

## Territoire communautaire

### Composition
En 2025, la communauté d'agglomération est composée des 18 communes suivantes :

| Nom                               | Code Insee | Gentilé                      | Superficie (km2) | Population (dernière pop. légale) | Densité (hab./km2) |
| --------------------------------- | ---------- | ---------------------------- | ---------------- | --------------------------------- | ------------------ |
| Villefranche-sur-Saône (siège)    | 69264      | Caladois                     | 9,48             | 36 224 (2022)                     | 3 821              |
| Arnas                             | 69013      | Arnassiens                   | 17,52            | 4 408 (2022)                      | 252                |
| Blacé                             | 69023      | Blacéens                     | 11               | 1 692 (2022)                      | 154                |
| Cogny                             | 69061      | Cognysards                   | 5,83             | 1 198 (2022)                      | 205                |
| Denicé                            | 69074      | Deniçois                     | 9,53             | 1 574 (2022)                      | 165                |
| Gleizé                            | 69092      | Gleizéens                    | 10,46            | 7 824 (2022)                      | 748                |
| Jassans-Riottier                  | 01194      | Jassannais                   | 4,81             | 6 315 (2022)                      | 1 313              |
| Lacenas                           | 69105      | Lacéniens                    | 3,36             | 1 029 (2022)                      | 306                |
| Limas                             | 69115      | Limassiens                   | 5,52             | 4 749 (2022)                      | 860                |
| Montmelas-Saint-Sorlin            | 69137      | Montmelassiens               | 4,24             | 530 (2022)                        | 125                |
| Le Perréon                        | 69151      | Perréonnais                  | 14,58            | 1 496 (2022)                      | 103                |
| Rivolet                           | 69167      | Rivoliens                    | 16,3             | 588 (2022)                        | 36                 |
| Saint-Cyr-le-Chatoux              | 69192      | Saint-Cyriens                | 6,28             | 156 (2022)                        | 25                 |
| Saint-Étienne-des-Oullières       | 69197      | Stéphanois                   | 9,66             | 2 236 (2022)                      | 231                |
| Saint-Julien                      | 69215      | Julienois                    | 6,89             | 936 (2022)                        | 136                |
| Salles-Arbuissonnas-en-Beaujolais | 69172      | Sallésiens-Arbuissonnassiens | 4,35             | 789 (2022)                        | 181                |
| Vaux-en-Beaujolais                | 69257      | Vauxois                      | 17,74            | 1 153 (2022)                      | 65                 |
| Ville-sur-Jarnioux                | 69265      | Villésiens                   | 10,11            | 820 (2022)                        | 81                 |

### Démographie
| 1968   | 1975   | 1982   | 1990   | 1999   | 2006   | 2011   | 2016   | 2022   |
| ------ | ------ | ------ | ------ | ------ | ------ | ------ | ------ | ------ |
| 42 520 | 49 810 | 53 255 | 58 141 | 61 850 | 67 210 | 69 825 | 73 257 | 73 717 |

### Galerie

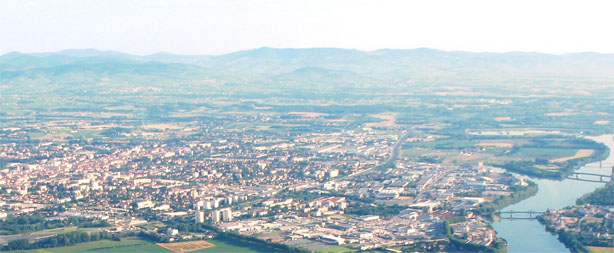
L'agglomération de Villefranche-sur-Saône.
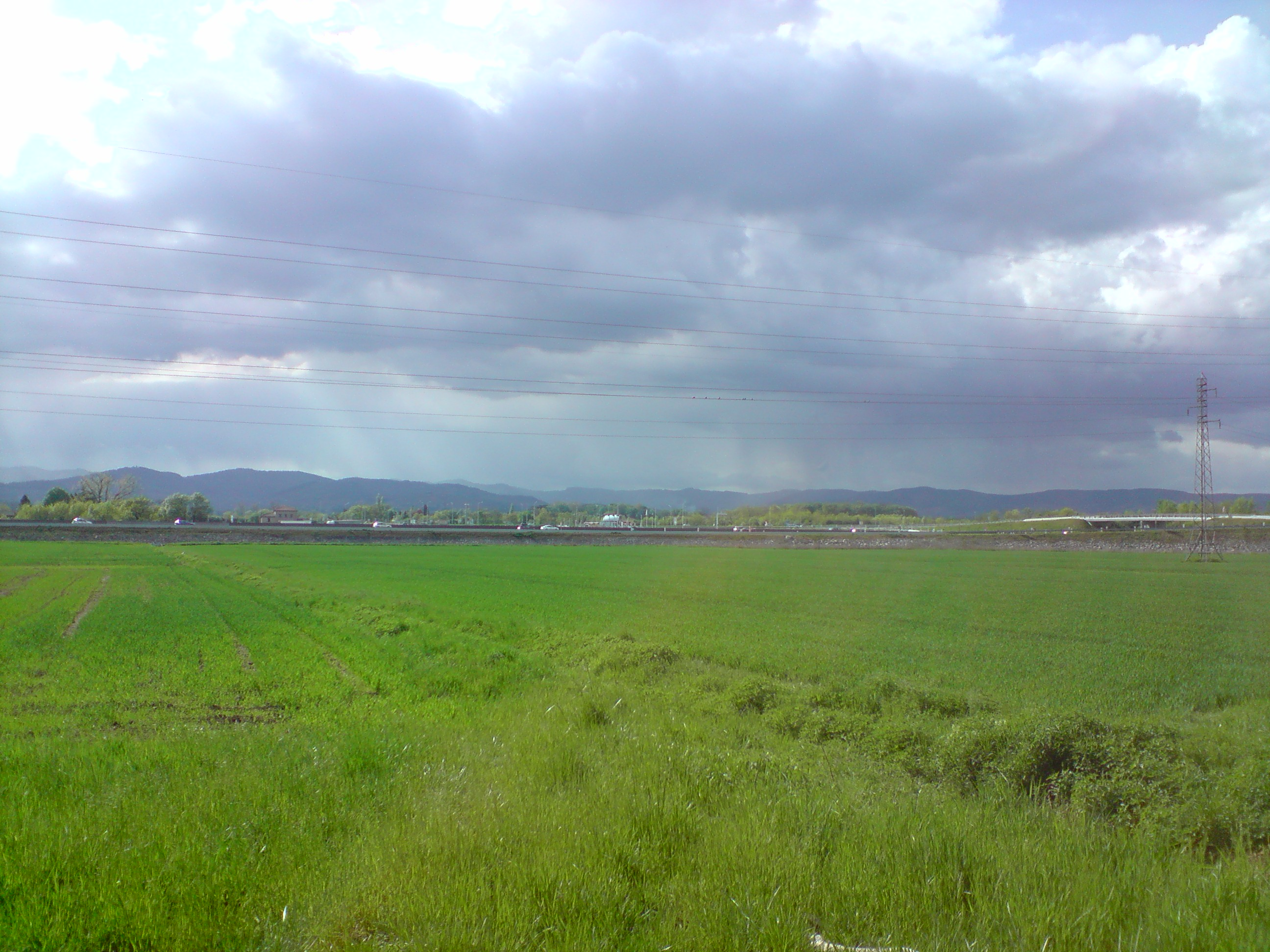
Le nord de l'agglomération.
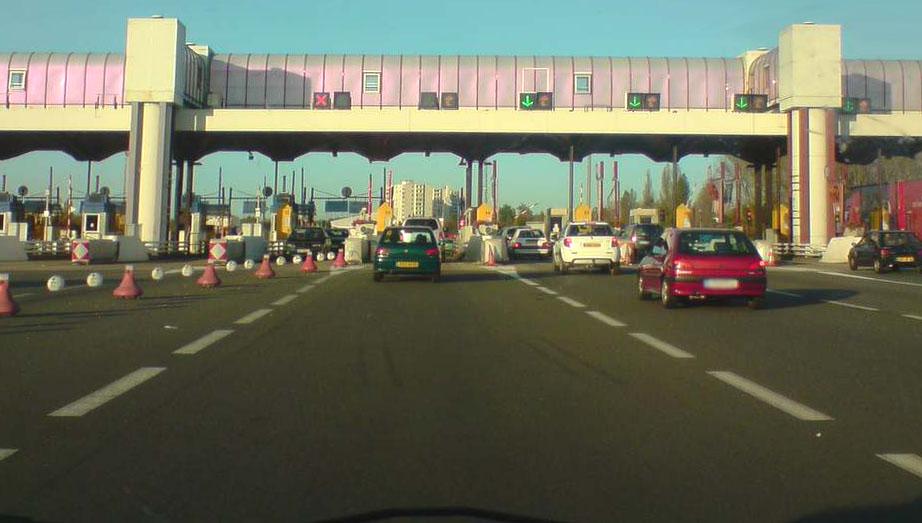
Le péage autoroutier de Villefranche-Limas sur l'A6.
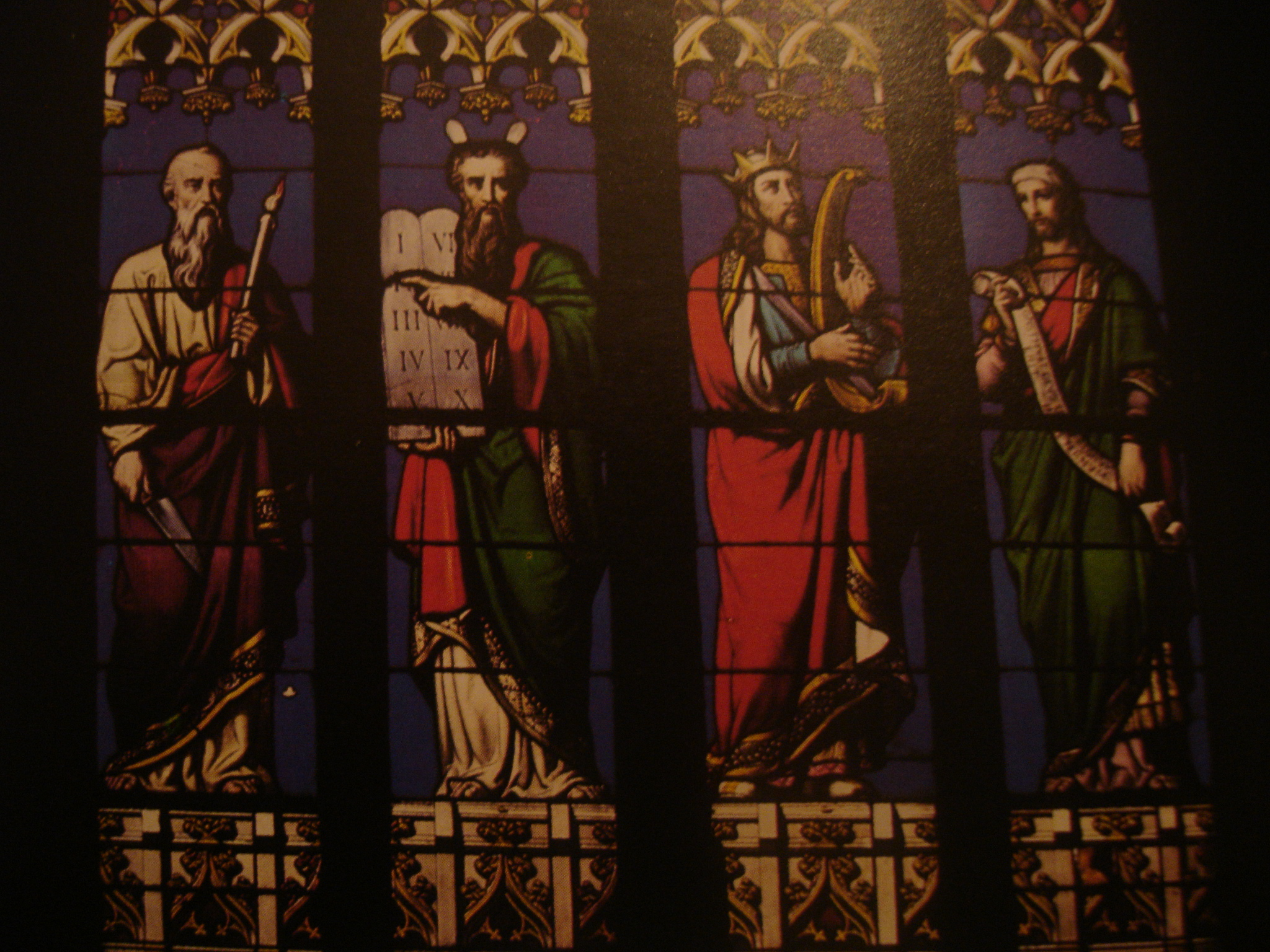
Vitraux de la collégiale Notre Dame des Marais de Villefranche-sur-Saône.
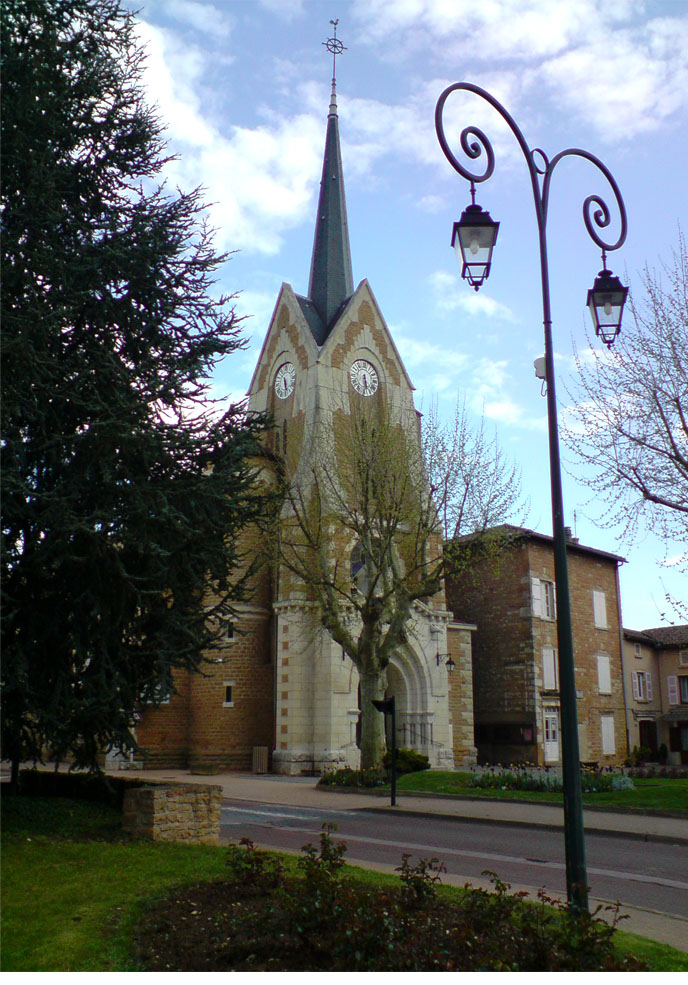
Église Saint-Saturnin d'Arnas.
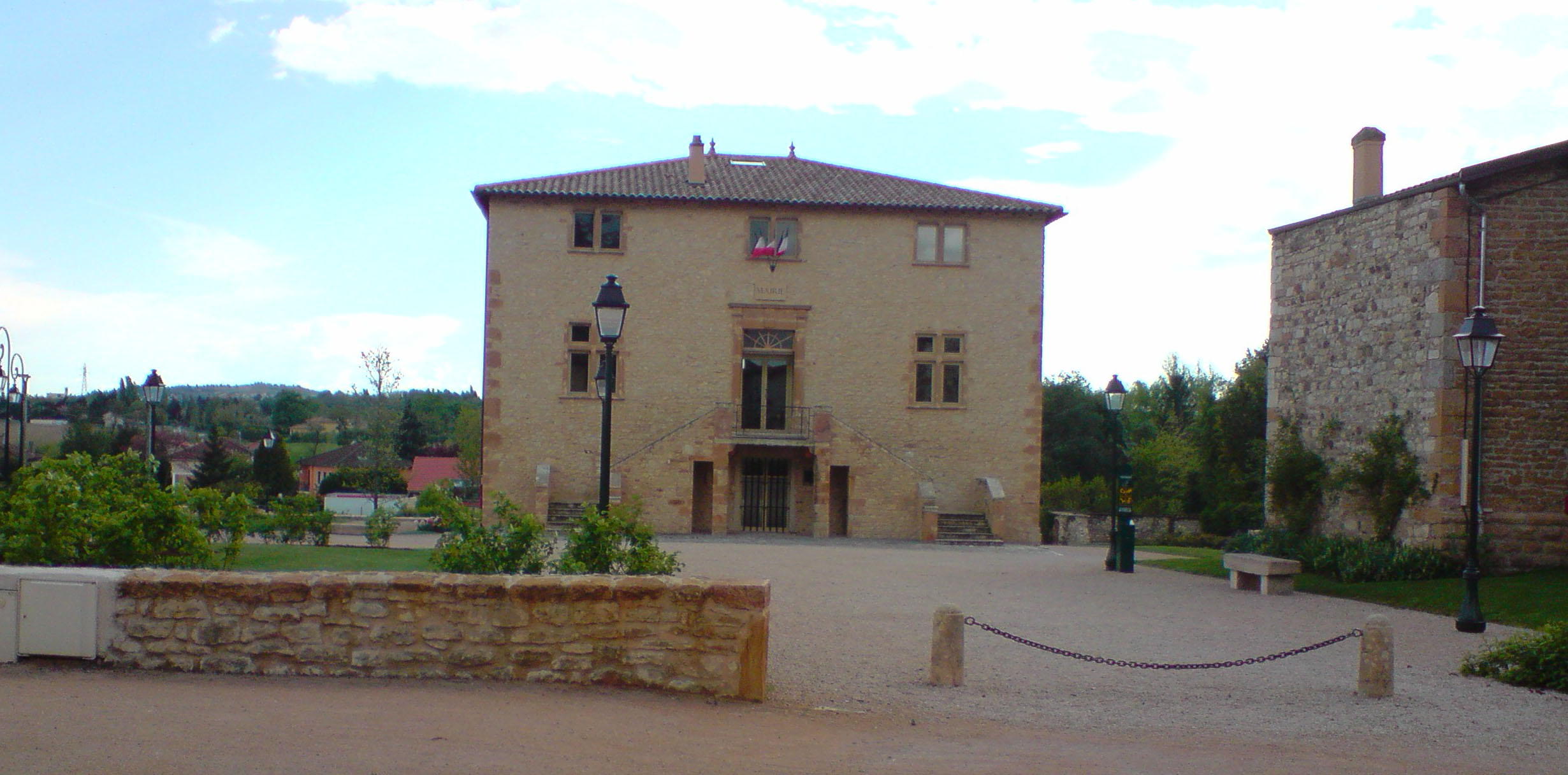
Mairie d'Arnas.
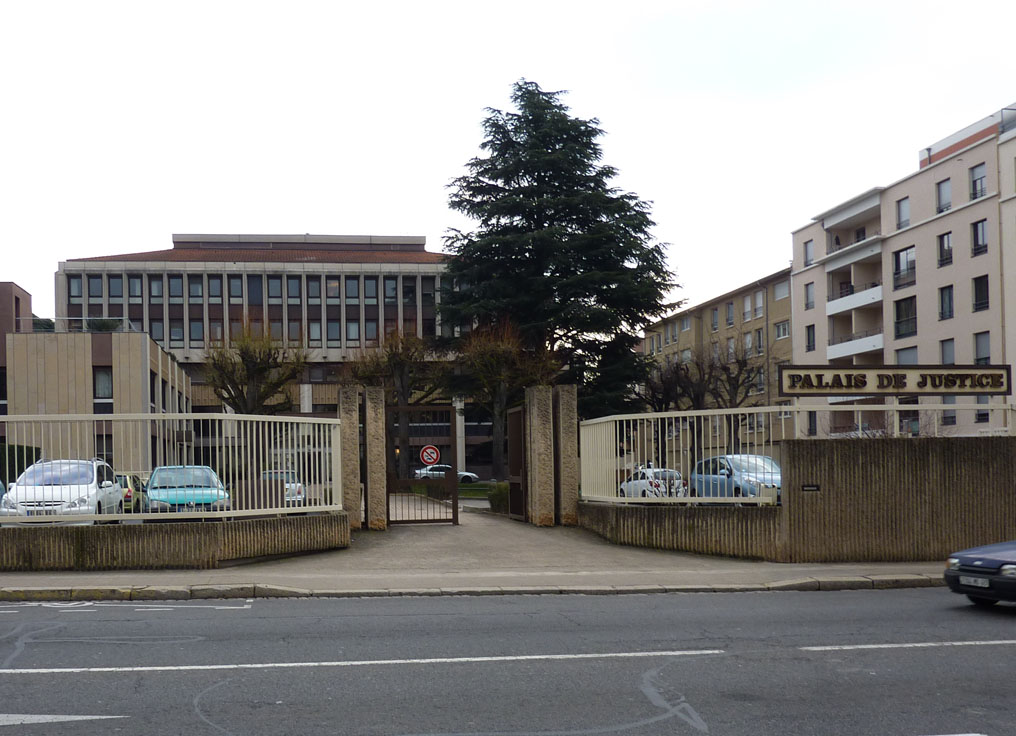
Le palais de justice.
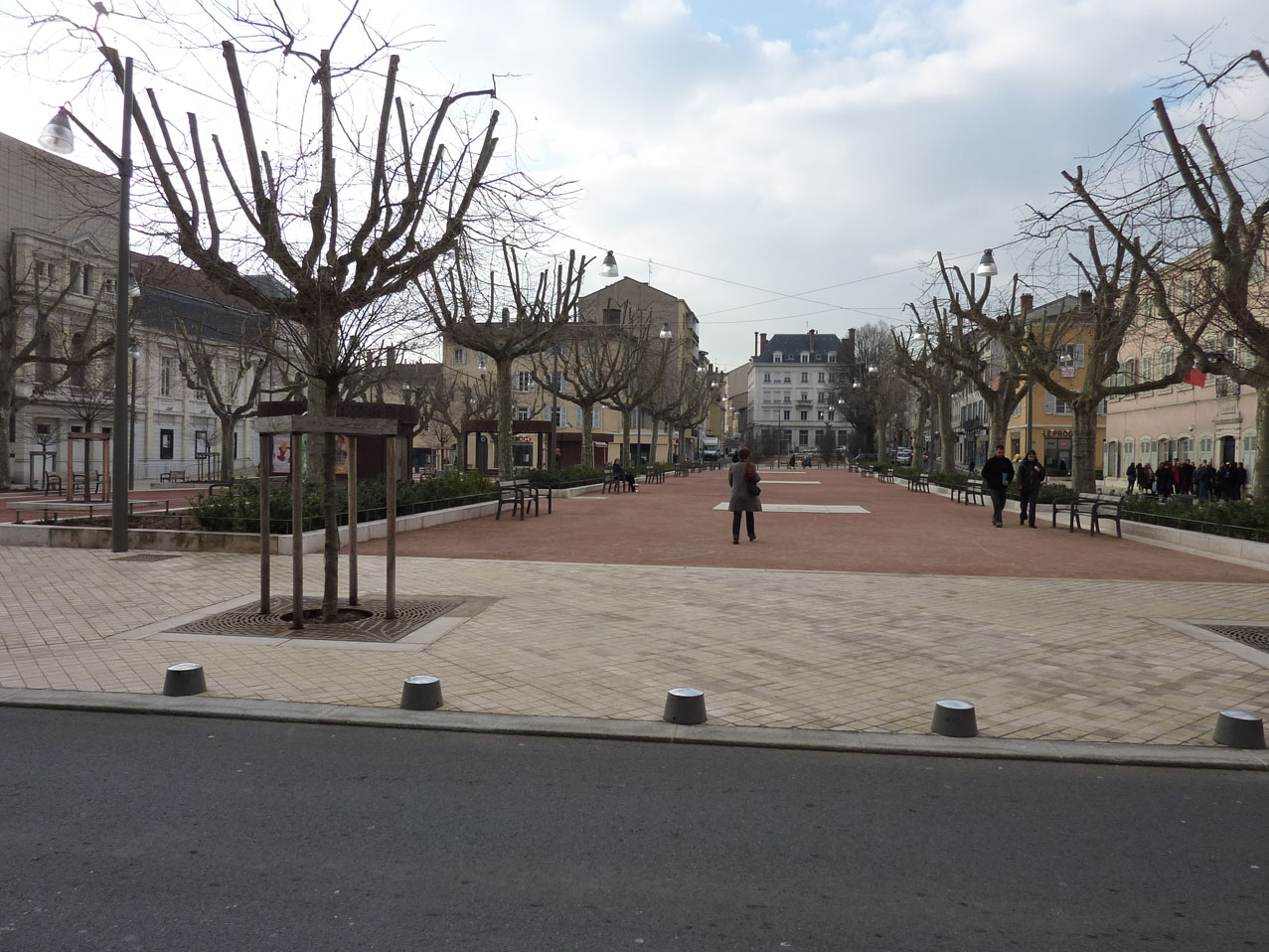
Place des Arts.
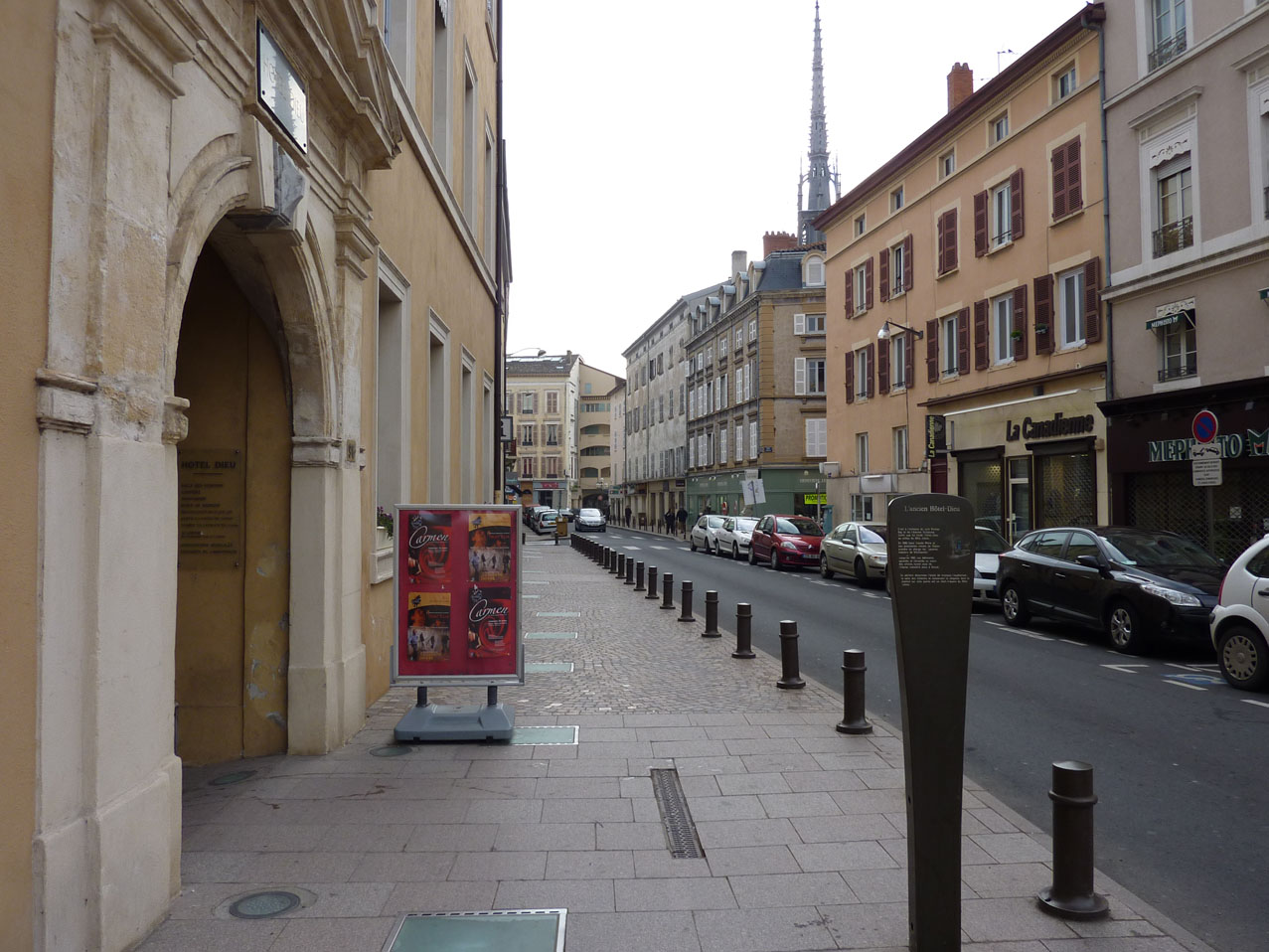
Rue de la Sous-Préfecture.
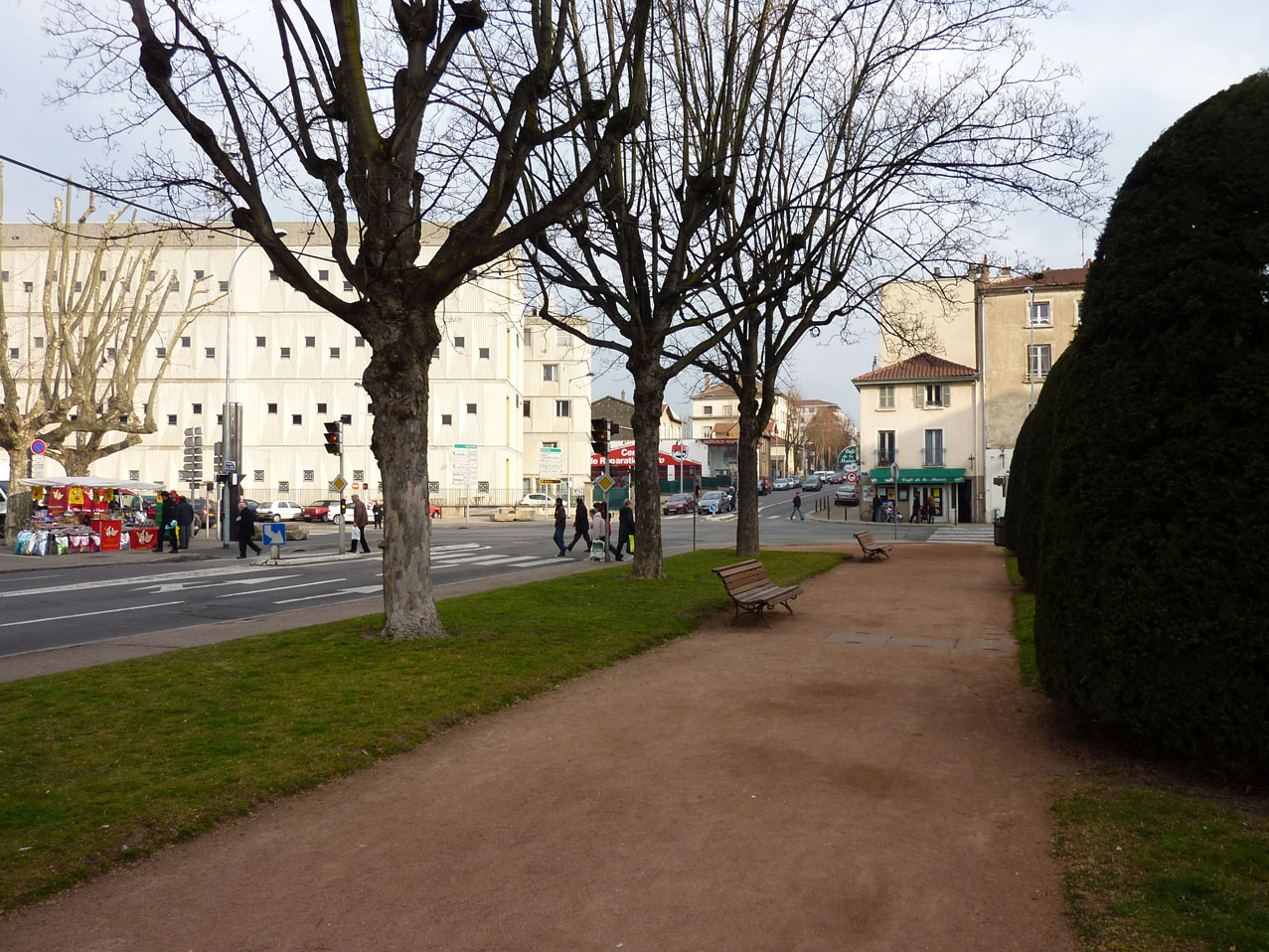
Boulevard Jean Jaurès.
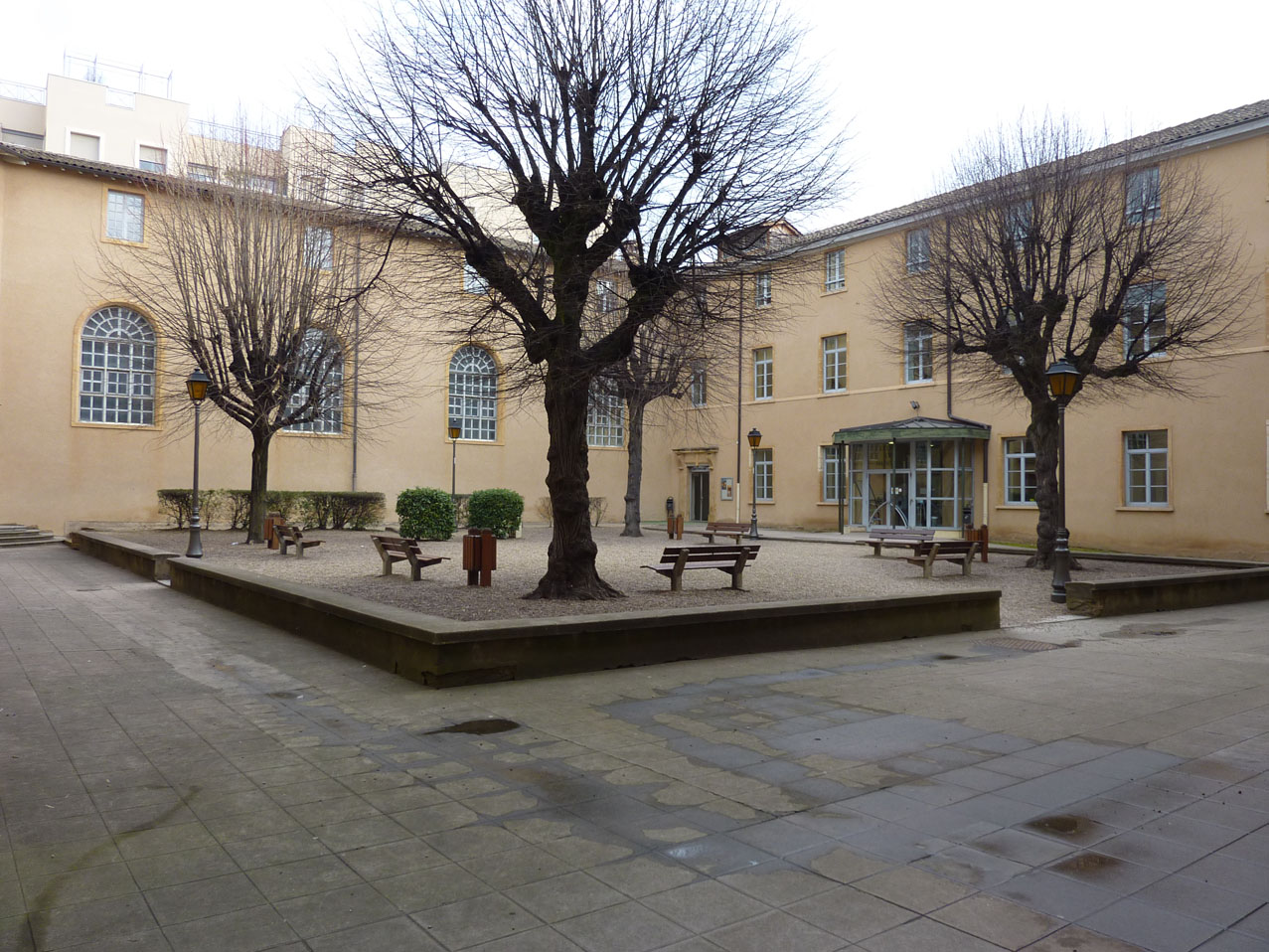
Cour intérieure de l'Hôtel-Dieu de Villefranche-sur-Saône.
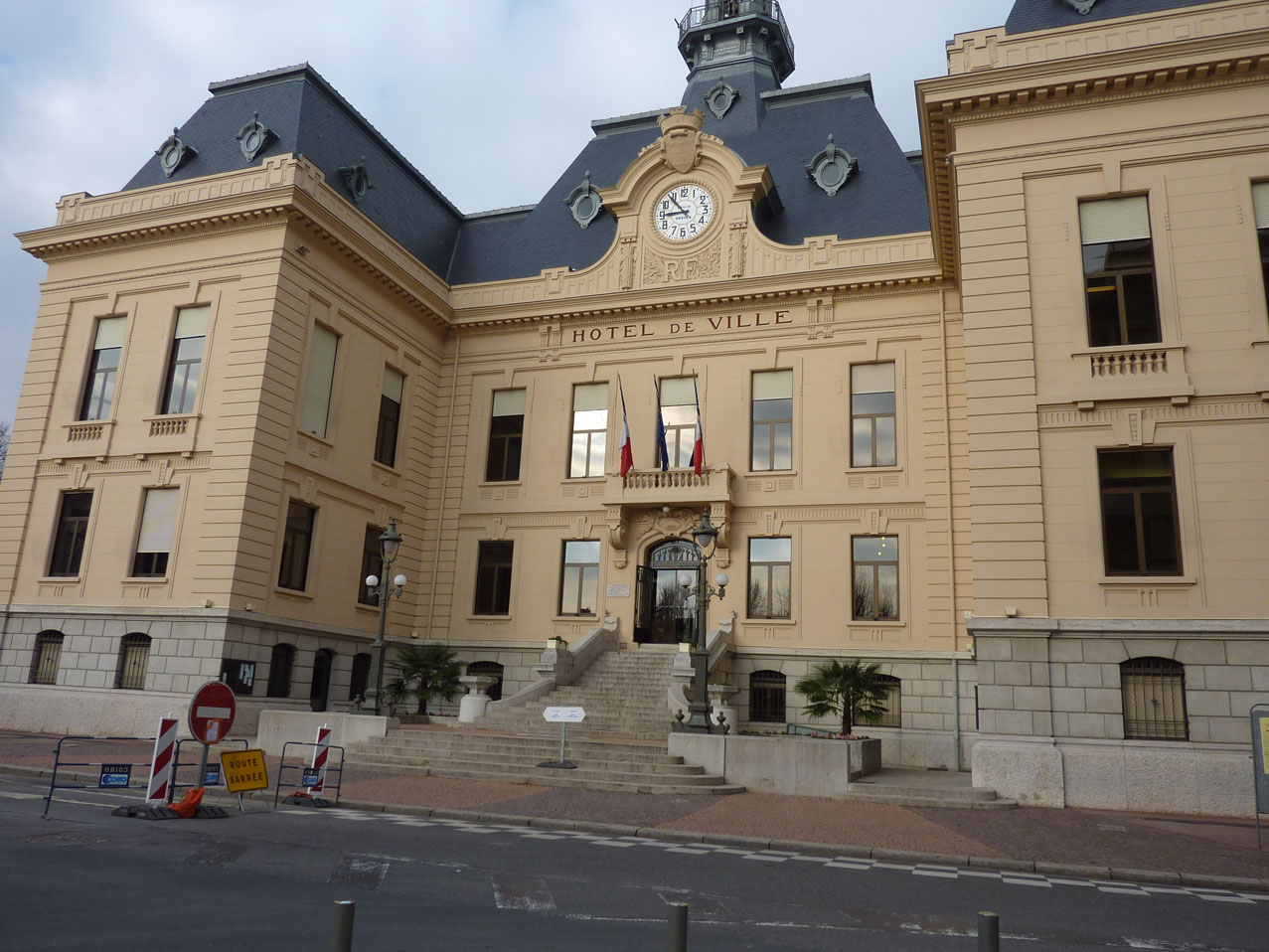
Hôtel de ville de Villefranche.
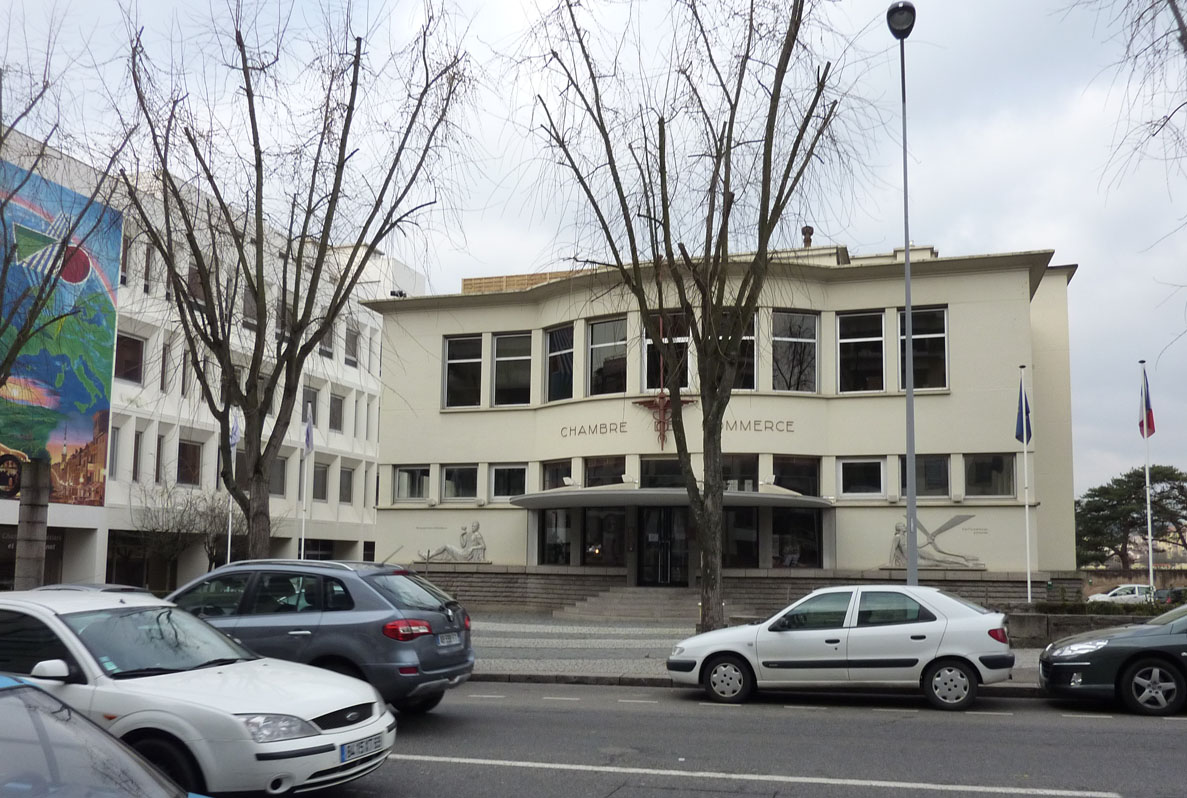
Chambre de commerce et d'industrie de Villefranche et du Beaujolais.
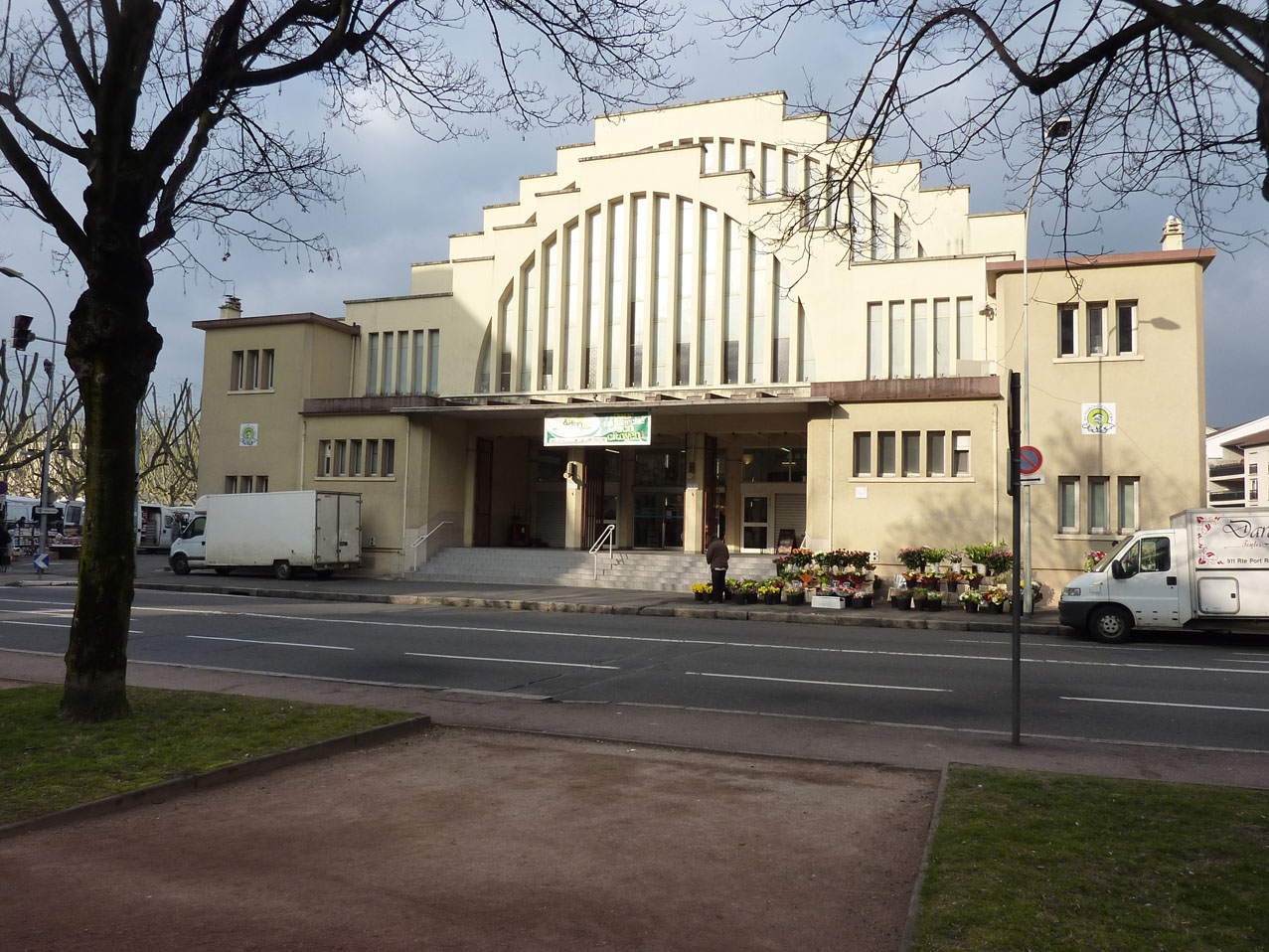
Marché couvert de Villefranche.

## Organisation

### Siège
La communauté d'agglomération a son siège en mairie de Villefranche-sur-Saône, 183 rue de la Paix. Toutefois, en 2019, les bureaux de l'intercommunalité sont au 115, rue Paul Bert, 69400 Villefranche-sur-Saône.

### Élus
Le conseil communautaire de la communauté de communes se compose pour la mandature 2020-2026 de 60 conseillers municipaux représentant chacune des communes membres et répartis par un accord local et en fonction de leur population de la manière suivante : 

-  27 délégués pour Villefranche-sur-Saône ;

-  5 délégués pour Jassans-Riottier  et Gleizé ;

- 4 délégués pour Limas ;

- 3 délégués pour Arnas ;

- 2 délégués pour Blacé, Le Perréon et Saint-Étienne-des-Oullières ; 

- 1 délégué ou son suppléant pour les dix autres communes.

Au terme des élections municipales de 2020 dans le Rhône et dans l'Ain, le conseil communautaire renouvelé a élu en juillet 2020 son nouveau président, Pascal Ronzière, maire-adjoint de Villefranche-sur-Saône, et désigné ses 13 vice-présidents, qui sont, en 2025 :
1. Gilles Duthel, maire de Saint-Etienne-des-Oullières,, chargé des finances, des ressources humaines, de l'administration générale et commande publique ;
2. Ghislain de Longevialle, maire de Gleizé, chargé de l'aménagement de l'espace, de l'habitat et de la mobilité ;
3. Michel Thien (maire de Limas, chargé de l'agriculture, de la viticulture et de l'alimentation ;
4. Béatrice Berthoux, adjointe au maire de Villefranche-sur-Saône, chargée de la culture et du patrimoine ;
5. Jean-Pierre Reverchon, maire de Jassans-Riottier, chargé des travaux, des bâtiments et équipements communautaires
6. Michel Romanet-Chancrin, maire d'Arnas, chargé du développement durable et de la transition énergétique
7. Catherine Rabourdin, maire de Lacenas, chargée de la petite enfance, des services à la population et de l'accès aux soins
8. Thomas Ravier, maire de Villefranche-sur-Saône, chargé des grands projets urbains et solidarités ;
9. Jean-Pierre Dumontet, maire de Saint-Cyr-le-Chatoux, chargé de l'eau et de l'assainissement ;
10. Myriam Cadi, conseillère municipale de Villefranche-sur-Saône, chargée du développement économique, emploi, insertion et formation
11. Gaëtan Lièvre, maire de Ville-sur-Jarnioux, chargé du tourisme, cohésion des territoires et projets communaux
12. Stylite Baudu-Lamarque, maire-adjointe de Villefranche-sur-Saône, chargée des projets et renouvellement urbains, contrat de ville et cohésion sociale ;
13. Jean-Charles Perrin, maire de Vaux-en-Beaujolais, chargé de la collecte, du traitement et de la valorisation des déchets.

Le président, les vice-présidents et 12 conseillers délégués constituent ensemble le bureau communautaire pour la mandature 2020-2026.

### Liste des présidents
| Période      | Période                      | Identité        | Étiquette | Qualité |
| ------------ | ---------------------------- | --------------- | --------- | --- |
| avril 2007   | avril 2014                   | Jean Picard     |           | Architecte-paysagiste Adjoint au maire de Villefranche-sur-Saône (2001 → 2014) Président de l'ex-CAVIL (2008 → 2013)                                                                               |
| avril 2014,  | juillet 2020                 | Daniel Faurite  | LR        | Adjoint au maire de Villefranche-sur-Saône |
| juillet 2020 | En cours (au 7 juillet 2025) | Pascal Ronzière |           | Directeur des affaires externes régionales France chez Sanofi Maire-adjoint de Villefranche-sur-Saône (2020 → ) Président du Syndicat Mixte du Beaujolais (2020 Vice-président de SYTRAL Mobilités |

### Compétences
L'intercommunalité exerce les compétences qui lui ont été transférées par les communes membres, dans les conditions définies au code général des collectivités territoriales. Il s'agit : 
- Développement économique : zones d’activités d’intérêt communautaire, actions de développement économique d’intérêt communautaire

- Aménagement de l’espace :  schéma de cohérence territoriale (SCOT), zones d’aménagement concerté (ZAC) d’intérêt communautaire, organisation des transports urbains, mise en œuvre de procédures réglementaires concernant les plans locaux d’urbanisme (PLU), plan de déplacements urbains (PDU)

- Logement : programme local de l’habitat (PLH), politique du logement d’intérêt communautaire, réserves foncières pour la mise en œuvre de la politique communautaire d’équilibre social de l’habitat, action par des opérations d’intérêt communautaire en faveur du logement des personnes défavorisées, aire d’accueil des gens du voyage

- Politique de la ville : contrat urbain de cohésion sociale (CICS) et conseil intercommunal de sécurité et de prévention de la délinquance

- voirie : parcs de stationnement.

- Protection et mise en valeur de l’environnement et du cadre de vie : élimination et valorisation des déchets des ménages, collecte sélective.

- Équipements culturels et sportifs d’intérêt communautaire. 
Sont notamment dans le domaine sportif d’intérêt communautaire, les sports relevant des domaines de la natation, du tennis, du rugby et les salles de sports et omnisports suivantes :
  - Salle de sports à dominante de handball à Limas
  - Complexe sportif de l’Escale à Arnas : palais des sports et complexe rugbystique de 4 terrains
  - Le complexe tennistique de Villefranche
  - Le tennis de Lacenas
  - Le club de foot de Denicé
  - Sont d’intérêt communautaire dans le domaine culturel, les équipements comme le conservatoire de musique à rayonnement intercommunal, le musée Claude Bernard à Saint Julien, le musée du Prieuré à Salles-Arbuissonnas
- Assainissement : mise en conformité de la station d’épuration, gestion des réseaux assainissement collectif et autonome
- Eau : adduction d’eau potable
- Action sociale d’intérêt communautaire : Multi-accueils petite enfance, centre d’accueil de jour pour malades d’Alzheimer (l’Hippocampe), cimetière paysager, centre funéraire.

### Régime fiscal et budget
La communauté d'agglomération  est un établissement public de coopération intercommunale à fiscalité propre.
Afin de financer l'exercice de ses compétences, l'intercommunalité perçoit, comme l'ensemble des communautés d'agglomération,  la fiscalité professionnelle unique (FPU) – qui a succédé à la taxe professionnelle unique (TPU) – et assure une péréquation de ressources entre les communes résidentielles et celles dotées de zones d'activité.
Elle ne reverse pas de dotation de solidarité communautaire (DSC) à ses communes membres.
En 2025, la communauté d'agglomération a perçu 7 805 362 € de dotation globale de fonctionnement, soit 104 €/habitant.

### Effectifs
Pour assurer la mise en œuvre de ses compétences, l'intercommunalité dispose en 2023 de 365 agents, dont 31 remplaçants, 318 fonctionnaires ou contractuels et 16 apprentis. 67 % d'entre eux sont des femmes.

## Projets et réalisations
Conformément aux dispositions légales, une communauté d'agglomération a pour objet d'associer « au sein d'un espace de solidarité, en vue d'élaborer et conduire ensemble un projet commun de développement urbain et d'aménagement de leur territoire ».

### Sources officielles
Ces sources sont référencées « Off. » dans le texte.
1. ↑  Arrêté interpréfectoral du 16 mai 2013 créant l'intercommunalité.
2. ↑  « Schéma de coopération intercommunal du Rhône au 1er janvier 2017 », sur rhone.gouv.fr, mars 2016 (consulté le 1er juin 2016).
3. ↑  « Arrêté préfectoral du 28 septembre 2018 portant création de la commune nouvelle de « Porte des Pierres dorées » », Recueil  des actes administratifs de la préfecture du Rhône, nos 69-2018-073,‎ 28 septembre 2018, p. 19-23 (lire en ligne [PDF], consulté le 22 février 2019).
4. ↑  « Arrêté interpréfectoral d u 23 octobre 2019 relatif à la composition du conseil communautaire de la communauté d'agglomération Villefranche Beaujolais Saône » [PDF], https://www.banatic.interieur.gouv.fr/ (consulté le 20 juillet 2025).

### Autres références
1. ↑  « Intercommunalité : 23 sièges pour Villefranche », lepatriote.fr, 4 juillet 2013
2. 1 2 3 4 5 6  « CA Villefranche Beaujolais Saône », Fiche signalétique BANATIC, Ministère 23/10/2019 (consulté le 20 juillet 2025).
3. ↑  Laurence Chopart, « Nouvelle agglomération : les prémices du changement : Par arrêté inter-préfectoral des préfets du Rhône et de l'Ain, la fusion de la Communauté d'agglomération de Villefranche, des Communautés de communes Beaujolais Vauxonne et Beaujolais Nizerand Morgon, avec intégration des quatre communes de Liergues, Jarnioux, Ville-sur-Jarnioux et Jassans-Riottier, a été prononcée avec une date d'effectivité au 1er janvier 2014 », Le Patriote ,‎ 31 octobre 2013 (lire en ligne, consulté le 22 février 2019).
4. ↑  « Daniel Faurite, président de l’Agglo de Villefranche-Beaujolais-Saône réagit face à cette décision », Le Patriote ,‎ 11 août 2016 (lire en ligne, consulté le 22 février 2019) « Daniel Faurite, président de l'Agglo de Villefranche-Beaujolais-Saône est dans l'embarras et ne s'en cache pas. 
Sa communauté d'agglomération créée en 2014 va perdre gros avec le départ de Saint-Georges-de-Renains qui a pris la décision de se rattacher, a compté (sic) du 1er janvier 2017, à la Communauté de communes Saône-Beaujolais, centrée sur Belleville ».
5. ↑  INSEE, Recensement de la population 2022, Document mentionné en liens externes.
6. ↑  « Un territoire entre Monts et Saône », Mieux connaître l'aggll, sur agglo-villefranche.fr (consulté le 31 mai 2019).
7. ↑  Simon Alves, « Villefranche conservera 27 conseillers communautaires en 2026 », Le Patriote Beaujolais - Val de Saône,‎ 27 juin 2025 (lire en ligne , consulté le 19 juillet 2025) « Le nombre d'élus du conseil communautaire pour la prochaine mandature a été négocié alors que le recensement 2022 bouscule les équilibres. Villefranche, qui aurait dû perdre un élu, le conservera ».
8. 1 2  L.S., « Pascal Ronzière est le président de l’Agglo Villefranche Beaujolais Saône », Le Progrès,‎ 15/7/2020 mis à jour le 10/8/2020 « Il était, mercredi soir, le seul candidat. Pascal Ronzière, 48 ans, a été élu président de l’Agglo Villefranche Beaujolais Saône (50 voix pour, 10 blancs) ».
9. ↑  « Le conseil communautaire », Mieux connaître l'agglomération > Le conseil communautaire
https://www.agglo-villefranche.fr (consulté le 20 juillet 2025).
10. ↑  « Jean Picard quitte la scène politique », Le Pays,‎ 17 avril 2014 (lire en ligne, consulté le 22 février 2019) « Depuis le 14 avril, Jean Picard n'est plus président de la Communauté d'agglomération caladoise. Non reconduit sur la liste « Ensemble pour Villefranche », il tourne la page de 16 années de vie publique. Ce retraité de 74 ans va se tourner à présent vers des activités plus culturelles ».
11. ↑  Laurence Chopart, « Agglo Villefranche Beaujolais : Perrut met Faurite sur orbite : En présentant Daniel Faurite comme candidat à la présidence de la Communauté d'agglomération Villefranche Beaujolais Saône lundi,  Bernard Perrut a créé la surprise, tout du moins pour celles et ceux qui n'étaient pas dans les confidences… Daniel Faurite a fait face à un autre candidat : Michel Romanet-Chancrin, maire d'Arnas, qui au préalable a présenté son projet pour l'agglo tout en fustigeant son adversaire », Le Patriote,‎ 17 avril 2014 (lire en ligne, consulté le 22 février 2019).
12. ↑  Laurence Chopart et Julien Verchère, « Daniel Faurite prend les rênes de l'agglo : "Je serai le capitaine, pas le second », Le Patriote,‎ 24 avril 2014 (lire en ligne, consulté le 22 février 2019).
13. ↑  Marie-Noëlle Toinon, « Pascal Ronzière dans le Palmarès des 100 élus locaux à suivre en 2025 », Le Progrès,‎ 20 mai 2025 (lire en ligne , consulté le 20 juillet 2025) « Pascal Ronzière, président de la Communauté d’agglomération Villefranche Beaujolais Saône, est l’un des 100 élus locaux à suivre en 2025 selon le palmarès qui vient d’être publié par le Cercle des élus locaux et l’institut Quorum ».
14. ↑  « Pascal Ronzière, nouveau Président du Syndicat Mixte », sur https://www.pays-beaujolais.com, 8 septembre 2020 (consulté le 20 juillet 2025) → ).
15. ↑  « Les compétences agglo Villefranche Beaujolais », Mieux connaître l'agglo, sur agglo-villefranche.fr (consulté le 23 février 2019).
16. ↑  « DSC - dotation de solidarité communautaire », sur https://comersis.fr (consulté le 4 avril 2020).
17. ↑  Rapport d'activité 2023, document mentionné en liens externes, p. 53.
18. ↑  Article L. 5216-1 du code général des collectivités territoriales, sur Légifrance.